# هاريس ديكنسون
هاريس ديكنسون (بالإنجليزية: Harris Dickinson)‏ هو ممثل بريطاني، ولد في 24 يونيو 1996 في المملكة المتحدة.

## وصلات خارجية
- هاريس ديكنسون على موقع IMDb (الإنجليزية)
- هاريس ديكنسون على موقع ميتاكريتيك (الإنجليزية)
- هاريس ديكنسون على موقع روتن توميتوز (الإنجليزية)
- هاريس ديكنسون على موقع قاعدة بيانات الأفلام العربية
- هاريس ديكنسون على موقع ألو سيني (الفرنسية)
- هاريس ديكنسون على موقع أول موفي (الإنجليزية)
- هاريس ديكنسون على موقع قاعدة بيانات الأفلام السويدية (السويدية)
- هاريس ديكنسون على موقع قاعدة بيانات الفيلم (الإنجليزية)
- هاريس ديكنسون على موقع ليتربوكسد (الإنجليزية)
- هاريس ديكنسون على موقع كينوبويسك (الروسية)